# Lijst van civil parishes in Tyne and Wear
Onderstaande lijst bevat alle civil parishes in het Engelse ceremoniële graafschap Tyne and Wear.

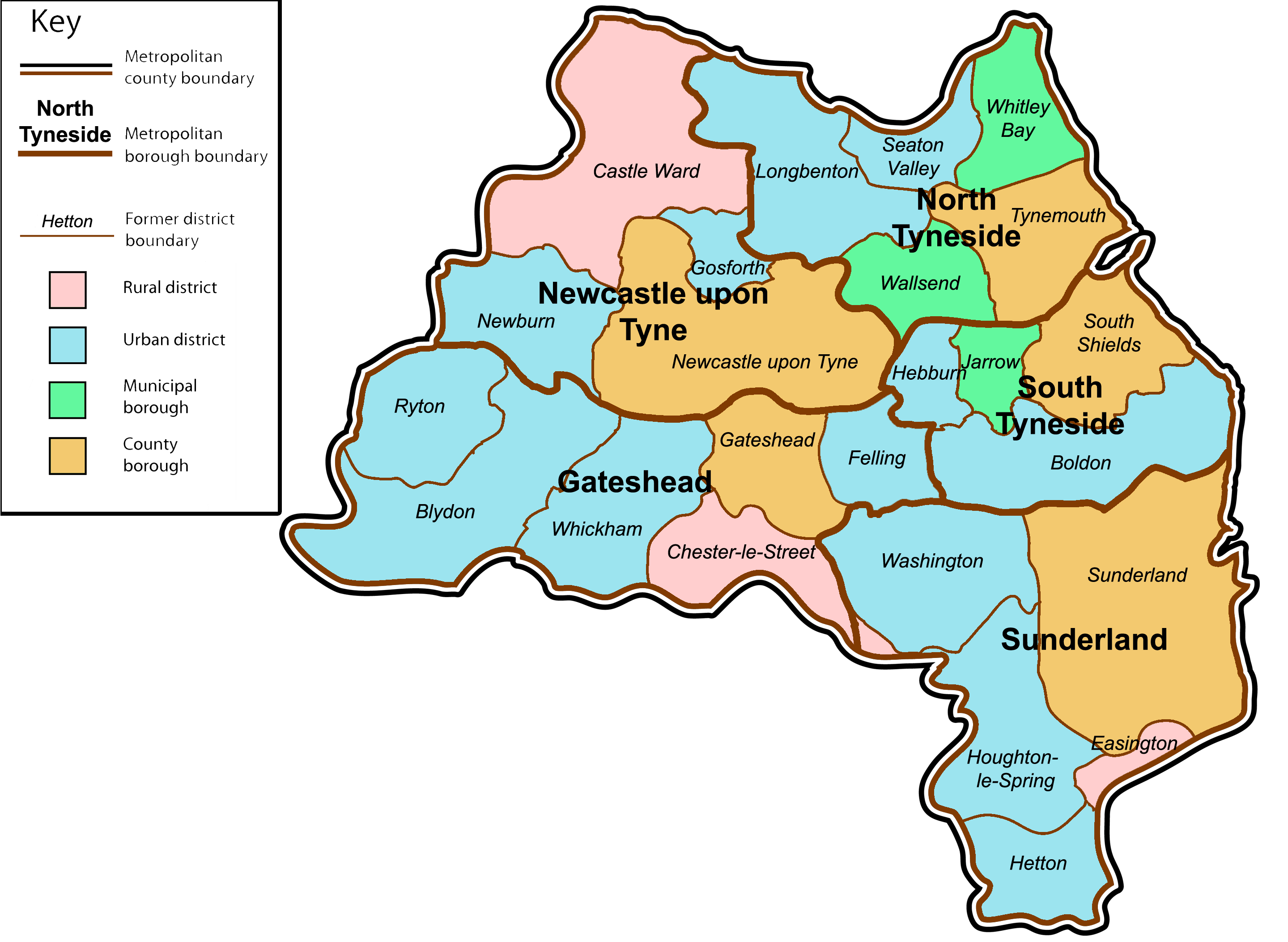
Locatie van de civil parishes in Tyne and Wear

- Blakelaw and North Fenham
- Brunswick
- Burdon
- Dinnington
- Hazlerigg
- Hetton-le-Hole
- Lamesley
- North Gosforth
- Warden Law
- Woolsington